# Flagellophora apelti
Flagellophora apelti е вид немертодерматид от семейство Ascopariidae.

## Разпространение
Видът е ендемичен за Северния Атлантически океан.